# Максим Тотемский
Максим Тотемский (Максим Макарьевич Попов; ум. 16 января 1650, Варницы, Тотемский уезд) — святой Русской православной церкви. После жизни был канонизирован.
После совершал подвиг юродства Христа ради в течение 45 лет.
Память совершается в Собор Вологодских святых (в 3-ю неделю по Пятидесятнице) и 16 (29) января.

## Жизнеописание
Нет конкретной информации, когда Максим был рожден. Судя по фамилии Попов, можно сделать вывод что он был из семьи священника.
Неизвестно, когда и где он принял священный сан. В молодости работал священником при Воскресенской церкви при Варницах, близ города Тотьмы. Неизвестными остались и причины, побудившие его принять на себя подвиг юродства. Максим пребывал в непрестанной молитве, посте и наготе, совершенно пренебрегая заботами о своём теле.
Умер в глубокой старости 16 января 1650 года. Был погребён при Варницкой церкви. После чего был канонизирован.

## Почитание и канонизация
После смерти над мощами его построили деревянную церковь во имя великомученицы Параскевы Пятницы.
Поскольку при гробе блаженного крестьяне стали получать по своим молитвам исцеления, то свидетелями чудес было составлено сказание о нем.
Однако в 1676 году при пожаре новой Воскресенской церкви оно сгорело.
В 1680 году вследствие новых чудес от гроба блаженного Максима была сделана новая о нем запись, которая также была утрачена.
Между тем, чудеса у гроба праведника продолжались.
Поэтому в 1715 году священник Воскресенской церкви Иоанн Рохлецов с приходскими людьми обратился к архиепископу Великоустюжскому и Тотемскому Иосифу с просьбой разрешить им поставить гробницу над мощами святого Максима и положить на ней его образ.
В то время еще не были забыты чудеса, совершавшиеся по молитвам к этому праведнику.
Владыка дал своё разрешение и благословил служить молебны, как и прочим угодникам Божиим.
После этого в Воскресенской Варницкой церкви над местом погребения была устроена рака, а наружная стена церкви украсилась живописной фреской, изображавшей Максима.

## Чудеса
Первое изображенное чудо — исцеление жителя Тотьмы от лихорадки, произошедшее в 1680 году. Второе чудо совершилось в 1691 году с крестьянином, который девять недель испытывал недомогание. Ночью он увидел во сне, будто старый человек подошёл к его постели и велел идти в церковь приложиться к надгробью. Когда больной выполнил повеленное ему, то выздоровел. Третье чудо произошло с женщиной, которая излечилась в 1705 году от помешательства.

## День памяти
Память священноиерея Максима искренно чтилась жителями Тотьмы, особенно в день его кончины 16/29 января.